# كعكة الشاي
عادة ما تكون كعكة الشاي في إنجلترا كعكة حلوة خفيفة تحتوي خميرة وفواكه مجففة، وتُقدم عادة محمصة ومدهونة بالزبدة.  قد كعكات الشاي في الولايات المتحدة كعيكات. أما في السويد فهي خبز طري مستدير من القمح المسطح مصنوع من الحليب وقليل من السكر ويستخدم في صنع شطائرلجبن بالزبدة. أما في الهند وأستراليا فتشبه كعكة الشاي كعكة الزبدة. يشير الشاي إلى المشروبات الشعبية التي تعتبر هذه المخبوزات مرافقة لها.